# Dan Stoenescu
Dan Stoenescu (ur. 4 listopada 1980 w Konstancy) – rumuński dyplomata i politolog, w latach 2015–2016 minister delegowany ds. kontaktów z diasporą.

## Życiorys
Ukończył szkołę średnią w Alamedzie w Kalifornii. W 2001 uzyskał dyplom BA w zakresie stosunków międzynarodowych w Austin College w Teksasie, a w 2003 uzyskał magisterium (MA) z globalizacji i rozwoju na University of Warwick. Kształcił się także na Amerykańskim Uniwersytecie w Kairze oraz w Holandii, Meksyku i Libanie, m.in. w zakresie migracji przymusowych i uchodźstwa, obronności oraz języka arabskiego. W 2009 na Uniwersytecie Bukareszteńskim obronił doktorat poświęcony arabskiemu nacjonalizmowi i tożsamości. Pracował jako wykładowca na tej uczelni, a także jako dziennikarz krajowych i zagranicznych redakcji.
Początkowo mieszkał w Egipcie, gdzie był zatrudniony w kairskich biurach Międzynarodowej Organizacji ds. Migracji oraz wysokiego komisarza NZ ds. uchodźców. Podjął pracę w rumuńskiej dyplomacji, m.in. w departamencie ministerstwa spraw zagranicznych ds. diaspory. Od 2010 był sekretarzem w rumuńskich ambasadach w Bejrucie (gdzie odpowiadał za sprawy regionalne i bilateralne) i w Madrycie (jako I sekretarz). Przez dwie kadencje kierował Stowarzyszeniem Narodowych Instytutów Kultury Unii Europejskiej. 17 października 2015 objął stanowisko ministra delegowanego ds. kontaktów z diasporą w rządzie Daciana Cioloșa. Zakończył pełnienie tej funkcji w lipcu 2016. W 2017 został ambasadorem Rumunii w Tunezji. W 2019 objął kierownictwo ambasady Unii Europejskiej w Syrii w randze chargé d’affaires; stanowisko to zajmował do 2024.